# Трестер Фріц Фрідріхович
Фріц Фрідріхович Трестер (1 квітня 1893, садиба Руєнталь Руєнтальської волості Бауського повіту Курляндської губернії, тепер Латвія — розстріляний 3 квітня 1938, місто Дніпропетровськ) — радянський господарський діяч, начальник Сталінської (Придніпровської) залізниці. Кандидат у члени ЦК КП(б)У в червні — вересні 1937 р.

## Біографія
Народився в бідній родині наймитів. У 1908 році родина Трестерів переїхала до міста Вітебська, де батько працював робітником чавуноливарного заводу.
Фріц Трестер закінчив два класи міського училища у Вітебську. Потім працював слюсарем Вітебського чавуноливарного заводу. Під час Першої світової війни був у 1915 році висланий до міста Стерлітамака Уфимської губернії. У 1918 році повернувся до Вітебська.
Член РКП(б) з 1918 року.
З 1918 до 1919 року служив у військово-слідчому відділі військової охорони залізниці у Вітебську.
З початку 1919 року — в органах Всеросійської надзвичайної комісії (ВЧК). Був агентом, працював в органах ВЧК-ОДПУ на залізниці. До 1931 року — начальник шляхово-транспортного відділу ОДПУ Південно-Східної залізниці в місті Воронежі.
У жовтні 1931 — серпні 1935 року — заступник начальника управління Південно-Східної залізниці в місті Воронежі.
У серпні 1935 — січні 1936 року — заступник начальника управління Катерининської (Сталінської) залізниці в місті Дніпропетровську.
4 січня 1936 — вересень 1937 року — начальник управління Сталінської (тепер — Придніпровської) залізниці в місті Дніпропетровську.
24 вересня 1937 року заарештований органами НКВС у місті Дніпропетровську. 3 квітня 1938 року Виїзною комісією Військової колегії Верховного суду СРСР у Дніпропетровську засуджений до розстрілу, розстріляний того ж дня.
Посмертно реабілітований 4 серпня 1956 року.

## Нагороди
- орден Леніна (4.04.1936)